# Dentadura temporal
El dentat temporal/temporer o dentadura temporal és el primer conjunt de dents que apareixen durant l'ontogènesi dels humans i altres mamífers. Popularment s'anomenen dents de llet.
Quan les dents dels infants creixen pel primer cop, que es diu que posen-treuen-surten o fan les dents o que van de barramet.
Es desenvolupen durant el període embrionari i es fan visibles (erupció dental) a la boca durant la infància. Després de caure, normalment són substituïdes per dents permanents, encara que, si aquestes darreres són absents, es poden mantenir i fer la seva funció durant alguns anys.

## Cronologia de la dentadura infantil

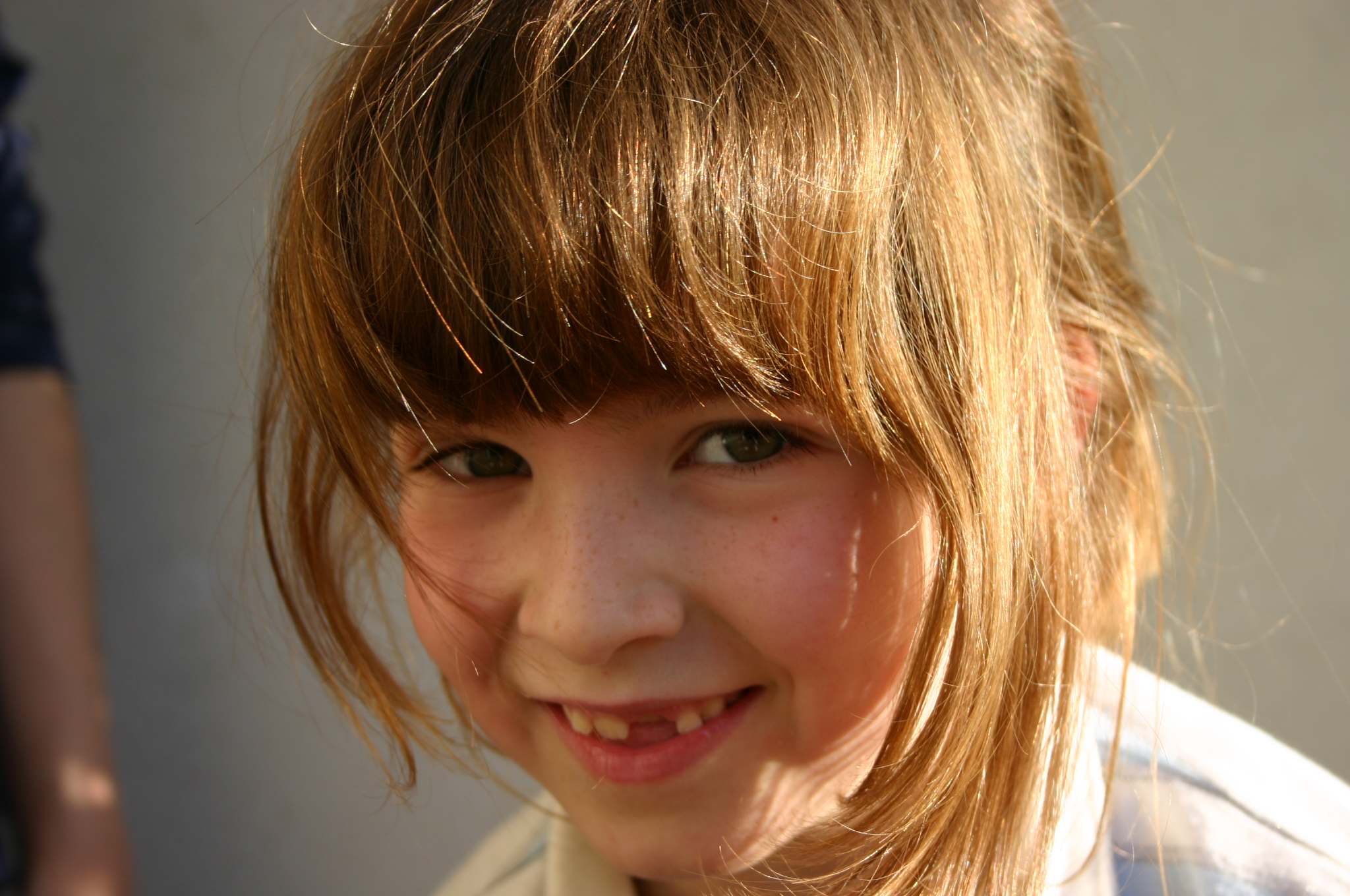
Les primeres dents de llet comencen a perdre's a vuit o nou anys i donen pas a les dents permanents.

Les primeres dents solen aparèixer a sis mesos i duren aproximadament fins a l'edat de trenta mesos, per bé que hi ha criatures que tenen la primera dent a tres mesos i d'altres que no en tenen fins que no arriben a un any.
La cronologia aproximada d'aparició és la següent:
- 6 a 9 mesos: incisives centrals inferiors.
- 9 a 10 mesos: incisives centrals superiors.
- 10 a 11 mesos: incisives laterals superiors.
- 11 a 12 mesos: incisives laterals inferiors.
- 12 a 14 mesos: canines inferiors i superiors.
- 14 a 24 mesos: primeres i segones molars inferiors i superiors.